# Švejk ve druhé světové válce
Švejk ve druhé světové válce (německy Schweyk im Zweiten Weltkrieg) je drama německého dramatika a básníka Bertolta Brechta. Byla napsána v roce 1943 v kalifornském exilu. Jde o velmi volnou a osobitou parafrázi či pokračování Haškova románu Osudy dobrého vojáka Švejka za světové války, který Brecht velmi obdivoval.
Děj dramatu se odehrává za druhé světové války, především v Praze. Obchodník se psy Švejk a jeho přítel, nenažraný fotograf Baloun tráví většinu času v hostinci U Kalicha, kde obsluhuje paní Kopecká (jejíž románek s mladým Procházkou tvoří vedlejší zápletku hry). Švejk je kvůli neopatrným politickým komentářům zatčen gestapákem Bretschneiderem a odveden k výslechu ke gestapáku Bullingerovi, který si u Švejka objedná psa. Švejk ho spolu s Balounem ukradne českému politikovi a je za to Bullingerem (který o tom ví a tak si to objednal) zatčen a donucen odejít bojovat do Ruska. Jde (není vysvětleno proč) pěšky a sám ke Stalingradu, „aby dostihl svůj oddíl“. Na své pouti potkává opilého feldkuráta Bullingera a později i Hitlera. Hra končí sborovou Písní o Vltavě, předpovídající konec nacismu: „Dvanáct hodin má noc a pak přijde den.“
Autorem zatím jediného českého překladu je Rudolf Vápeník, verše (vložené písně a veršované promluvy nacistických pohlavárů) přebásnil Ludvík Kundera. Při překladu dle vlastního tvrzení poslal Vápeník Brechtovi své připomínky ke hře – vzhledem k Brechtově neznalosti protektorátních reálií i Haškova originálního českého textu totiž hra obsahuje některé věcné chyby –, které Brecht chtěl zapracovat do revidované verze hry, zemřel ale dříve, než tuto revizi stihl dokončit.